# Линклейтер, Хэмиш
Хэ́миш Линкле́йтер (англ. Hamish Linklater; род. 7 июля 1976 года, Грейт-Баррингтон, Массачусетс, США) — американский актёр и драматург. Наиболее известен по ролям Мэттью Кимбла в ситкоме «Новые приключения старой Кристин», Эндрю Кинелли в сериале «Сумасшедшие», Кларка Дебюсси в «Легионе» и отца Пола в хорроре «Полуночная месса».

## Биография
Хэмиш Линклейтер родился 7 июля 1976 года в Грейт-Баррингтоне, штат Массачусетс, США, в семье шотландского вокального педагога и профессора Кристин Линклейтер и Джеймса Линкольна Кормени, работника театра. Его дед по материнской линии — шотландский писатель Эрик Линклейтер. Воспитывался своей матерью в Беркшир-Хилс, где та стала одной из основателей театральной труппы Shakespeare & Company. Детство Хэмиша прошло в театральных кругах, уже в девять лет он дебютировал на театральной сцене. В 1994 году закончил Commonwealth School в Бостоне, после чего обучался в Амхерстском колледже.

## Карьера
В 1996 году с роли Тома Сойера в постановке «Приключений Гекльберри Финна» в Актёрском театре Луисвилля в Кентукки началась профессиональная актёрская карьера Линклейтера. В 1998 году он был удостоен высоких оценок за участие в составе труппы The Acting Company в постановке шекспировской пьесы «Ромео и Джульетта» и антологии Огонь любви на театральных сценах Нью-Йорка и Лондона. В том же 1998 году Линклейтер играл роль гробокопателя в спектакле «Гидриотафия или смерть доктора Брауна» театральной труппы из Беркли в Калифорнии. Затем он играл ведущие роли в шекспировской классике «Мера за меру» и «Сон в летнюю ночь», поставленной Питером Холлом в Амансонском театре Лос-Анджелеса. В сезоне 1999—2000 Линклейтер играл роль Лаэрта в «Гамлете», поставленном Нью-Йоркским Шекспировским фестивалем.
В 2000 году вышел первый художественный фильм с участием Линклейтера — независимая лента «Грув», рассказывающая о подпольной рейв-сцене Сан-Франциско. В фильме Хэмиш исполнил роль Дэвида, застенчивого писателя, впервые погружающегося в атмосферу вечеринок. Осенью того же года Линклейтер получил одну из главных ролей в медицинском телесериале «Скрещивание Гидеона», продержавшемся в эфире ABC только один сезон.
Широкую известность Линклейтер приобрёл благодаря съёмкам в ситкоме канала CBS «Новые приключения старой Кристин», где он на протяжении всех пяти сезонов, с 2006 по 2010 годы, играл роль Мэттью, брата главной героини, которую играла Джулия Луи-Дрейфус. В качестве приглашённого актёра Линклейтер снимался в сериалах «Американские мечты» (2004), «Мёртвые до востребования» (2007), «Дурнушка» (2009), «Эта страшная буква „Р“» (2012), «Хорошая жена» (2012—2013) и ряде других.
В 2011 году Линклейтер получил премию Obie за свою игру в офф-бродвейском спектакле «Школа лжи». В том же году он дебютировал на Бродвее в постановке «Семинар», где играл одну из главных ролей в компании Алана Рикмана, Джерри О’Коннелла и Лили Рэйб.

## Личная жизнь
21 января 2002 года Линклейтер женился на драматурге Джессике Голдберг. Пара развелась в 2012 году. У них есть дочь Люсинда Роуз (род. 2007).
С 2013 года Линклейтер состоит в отношениях с актрисой Лили Рэйб. У пары две дочери (род. 2017 и 2020). Они вместе снимались в фильме «Сон в летнюю ночь», который был выпущен в 2017 году, и ряде других проектов.

## Фильмография
| Год       |     | Русское название                    | Оригинальное название                     | Роль                 |
| --------- | --- | ----------------------------------- | ----------------------------------------- | -------------------- |
| 2000      | ф   | Грув                                | Groove                                    | Дэвид                |
| 2000—2001 | с   | Скрещивание Гидеона                 | Gideon's Crossing                         | доктор Брюс Черри    |
| 2002      | тф  | Из Багдада в прямом эфире           | Live from Baghdad                         | Ричард Рот           |
| 2003      | ф   | Финальный вариант                   | Final Draft                               | Марти                |
| 2003      | с   | Прочная сеть                        | Dragnet                                   | Кевин Граймс         |
| 2004      | с   | Американские мечты                  | American Dreams                           | рядовой Стэн Сильвер |
| 2004      | с   | Пять дней до полуночи               | 5ive Days to Midnight                     | Карл Акселрод        |
| 2005      | кор | Всё вокруг позеленело               | Everything's Gone Green                   | Уильям               |
| 2005      | ф   | Фантастическая четвёрка             | Fantastic Four                            | Леонард              |
| 2006—2010 | с   | Новые приключения старой Кристин    | The New Adventures of Old Christine       | Мэттью Кимбл         |
| 2006      | кор | Роман                               | Affair Game                               | Генри                |
| 2007      | с   | Мёртвые до востребования            | Pushing Daisies                           | Джон Джозеф Джейкобс |
| 2008      | ф   | Ожесточённые                        | The Violent Kind                          | Фрэнк                |
| 2009      | с   | Дурнушка                            | Ugly Betty                                | Эван Грант           |
| 2011      | ф   | Будущее                             | The Future                                | Джейсон              |
| 2012      | ф   | Морской бой                         | Battleship                                | Кэл Запата           |
| 2012      | ф   | Давай, до свидания!                 | Lola Versus                               | Генри                |
| 2012      | кор | Я приду                             | I'm Coming Over                           | Буффало              |
| 2012      | с   | Большая буква «Р»                   | The Big C                                 | Дэйв Купер           |
| 2012      | с   | Закон и порядок: Специальный корпус | Law & Order: Special Victims Unit         | Дэвид Моррис         |
| 2012—2013 | с   | Хорошая жена                        | The Good Wife                             | Дэвид ЛаГуардия      |
| 2013      | ф   | 42                                  | 42                                        | Ральф Бранка         |
| 2013      | с   | Служба новостей                     | The Newsroom                              | Джерри Дантана       |
| 2013—2014 | с   | Сумасшедшие                         | The Crazy Ones                            | Эндрю Кинелли        |
| 2013      | ф   | Путь искупления                     | Redemption Trail                          | Дэвид                |
| 2014      | ф   | Этим утром в Нью-Йорке              | The Angriest Man in Brooklyn              | Томми Олтманн        |
| 2014      | ф   | Магия лунного света                 | Magic in the Moonlight                    | Брайс Кэтледж        |
| 2015      | ф   | Когда я снова проживу свою жизнь    | One More Time                             | Тим Сандерсон        |
| 2015      | ф   | Итака                               | Ithaca                                    | Том Спанглер         |
| 2015      | ф   | Игра на понижение                   | The Big Short                             | Портер Коллинз       |
| 2016      | тф  | Конец света                         | World's End                               | Генри                |
| 2016      | тф  | Дрожь                               | I Shudder                                 | Элиотт Вионнет       |
| 2017—2019 | с   | Легион                              | Legion                                    | Кларк Дебюсси        |
| 2017      | с   | Фарго                               | Fargo                                     | Лару Доллард         |
| 2017      | ф   | Сон в летнюю ночь                   | A Midsummer Night's Dream                 | Лисандер             |
| 2017      | ф   | Магазин единорогов                  | Unicorn Store                             | Гэри                 |
| 2018      | ф   | Не говори «нет»                     | You Can't Say No                          | Майлс                |
| 2018      | ф   | Бумажный год                        | Paper Year                                | Ной Беринджер        |
| 2020      | ф   | 10 свиданий                         | 10 Things We Should Do Before We Break Up | Бенджамин            |
| 2020      | с   | Земля монстров                      | Monsterland                               | доктор Джо Келлер    |
| 2020      | с   | Противостояние                      | The Stand                                 | доктор Джим Эллис    |
| 2021      | с   | Расскажи мне свои секреты           | Tell Me Your Secrets                      | Джон Тайлер          |
| 2021      | с   | Кинопереворот                       | Cinema Toast                              | рассказчик           |
| 2021      | с   | Полуночная месса                    | Midnight Mass                             | отец Пол Хилл        |
| 2022      | мс  | Анджелин                            | Angelyne                                  | Рик Краузе           |
| 2022      | с   | Газлит                              | Gaslit                                    | Джеб Магрудер        |
| 2022      | ф   | Мёртв за доллар                     | Dead for a Dollar                         | Мартин Кидд          |
| 2024      | мс  | Бэтмен: Крестоносец в плаще         | Batman: Caped Crusader                    | Брюс Уэйн / Бэтмен   |